# Sherrill (Iowa)
Sherrill es una ciudad ubicada en el condado de Dubuque en el estado estadounidense de Iowa. En el Censo de 2010 tenía una población de 177 habitantes y una densidad poblacional de 517,73 personas por km².

## Geografía
Sherrill se encuentra ubicada en las coordenadas 42°36′16″N 90°47′3″O / 42.60444, -90.78417. Según la Oficina del Censo de los Estados Unidos, Sherrill tiene una superficie total de 0.34 km², de la cual 0.34 km² corresponden a tierra firme y (0%) 0 km² es agua.

## Demografía
Según el censo de 2010, había 177 personas residiendo en Sherrill. La densidad de población era de 517,73 hab./km². De los 177 habitantes, Sherrill estaba compuesto por el 94.92% blancos, el 2.26% eran afroamericanos, el 0% eran amerindios, el 0% eran asiáticos, el 0% eran isleños del Pacífico, el 2.82% eran de otras razas y el 0% pertenecían a dos o más razas. Del total de la población el 2.82% eran hispanos o latinos de cualquier raza.